# 埃爾巴 (愛達荷州)
埃爾巴（英語：Elba）是位於美國愛達荷州喀細亞縣的一個非建制地區。該地的面積和人口皆未知。

## 地理
埃爾巴的座標為42°14′54″N 113°33′41″W / 42.24833°N 113.56139°W，而該地的平均海拔高度為1564米（即5131英尺）。